# تينجان
تينجان هي قرية في مقاطعة أصفهان، إيران. يقدر عدد سكانها بـ 123 نسمة بحسب إحصاء 2016.